# Katalîne, Oceac
Katalîne (în ucraineană Каталине) este un sat în comuna Parutîne din raionul Oceac, regiunea Mîkolaiiv, Ucraina.

## Demografie
Componența lingvistică a localității Katalîne
     Ucraineană (88,41%)
     Rusă (11,59%)
Conform recensământului din 2001, majoritatea populației localității Katalîne era vorbitoare de ucraineană (88,41%), existând în minoritate și vorbitori de rusă (11,59%).